# Martin Cranie
Martin James Cranie (Yeovil,  Inglaterra, Reino Unido, 23 de septiembre de 1986) es un jugador de fútbol inglés que juega de defensa.

## Carrera
Su primer equipo profesional fue el Southampton F. C., fue cedido en 2006 y 2007 al AFC Bournemouth y al Yeovil Town, en verano de 2007 fue traspasado al máximo enemigo del Southampton, el Portsmouth F. C., este equipo lo cedió en 2007 al histórico Queens Park Rangers F. C. y al Charlton Athletic F. C. para la temporada 2008-09.
Fichó por el Coventry City F. C. en agosto de 2009 por tres años. Luego del descenso del club para finales de la temporada 2012, Cranie dejó el club.
Tras su salida de Coventry, jugó tres años en el Barnsley, donde fue parte del ascenso del club a la League One en la temporada 2013-14.
El 22 de julio de 2015 fichó por el Huddersfield Town A. F. C., en un principio por un año. Con los Terriers logró el histórico ascenso a la Premier League del club.
Fichó por el Middlesbrough F. C. el 31 de enero de 2018, donde jugó hasta el final de la temporada.
El 1 de septiembre de 2018 se unió al Sheffield United F. C. Fue liberado del Sheffield al término de la temporada 2018-19. Días después fichó por el Luton Town F. C. como agente libre. En mayo de 2021 se le ofreció un nuevo contrato, pero lo rechazó y abandonó la entidad.

## Selección nacional
Ha sido internacional con la selección de fútbol sub-21 de Inglaterra.

## Clubes
| Club                                 | País       | Año       |
| ------------------------------------ | ---------- | --------- |
| Southampton F. C.                    | Inglaterra | 2004-2007 |
| AFC Bournemouth (préstamo)           | Inglaterra | 2004      |
| Yeovil Town F. C. (préstamo)         | Inglaterra | 2006-2007 |
| Yeovil Town F. C. (préstamo)         | Inglaterra | 2007      |
| Portsmouth F. C.                     | Inglaterra | 2007-2009 |
| Queens Park Rangers F. C. (préstamo) | Inglaterra | 2007      |
| Charlton Athletic F. C. (préstamo)   | Inglaterra | 2008      |
| Coventry City F. C.                  | Inglaterra | 2009-2012 |
| Barnsley F. C.                       | Inglaterra | 2012-2015 |
| Huddersfield Town A. F. C.           | Inglaterra | 2015-2018 |
| Middlesbrough F. C.                  | Inglaterra | 2018      |
| Sheffield United F. C.               | Inglaterra | 2018-2019 |
| Luton Town F. C.                     | Inglaterra | 2019-2021 |